# Geografia Sudanu
Sudan jest trzecim pod względem powierzchni państwem afrykańskim, położonym w północno-wschodniej części kontynentu, nad Morzem Czerwonym.

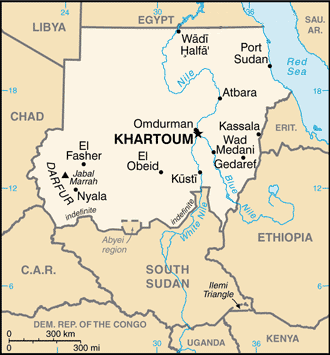
Polityczna mapa Sudanu

## Powierzchnia i granice
Powierzchnia całkowita wynosi: 1 886 068 km²
Długość granic lądowych Sudanu wynosi: 6819 km
- Sudan graniczy z[1]:
  - Egiptem 1276 km (przebieg tej granicy jest przedmiotem sporu w obszarach Trójkąta Hala’ib i Bir Tawil)
  - Erytrea 682 km
  - Etiopią 744 km
  - Republiką Środkowoafrykańską 174 km
  - Sudanem Południowym 2158 km (w trakcie ustaleń)
  - Czadem 1403 km
  - Libią 382 km

## Ukształtowanie powierzchni

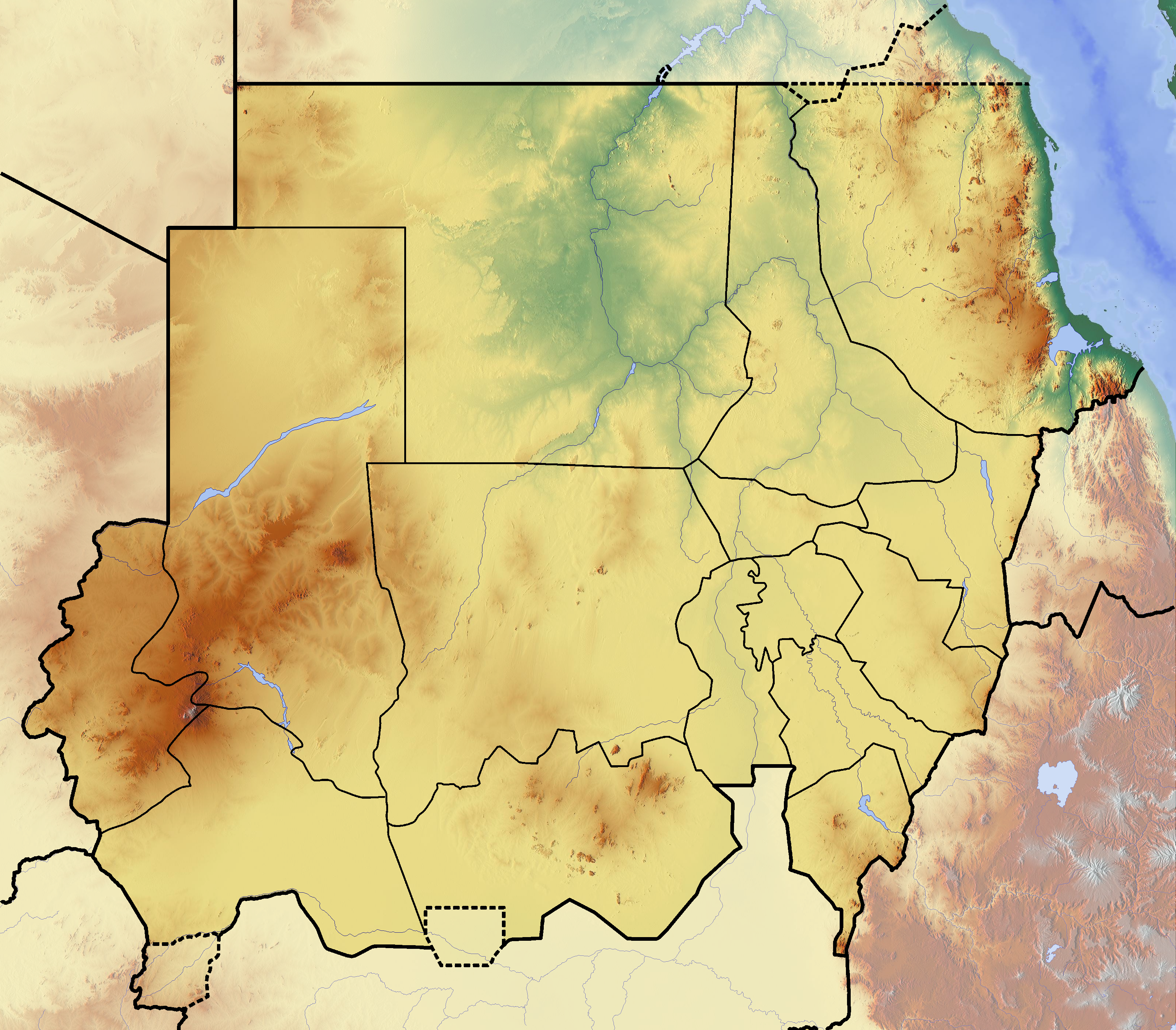
Topograficzna mapa Sudanu

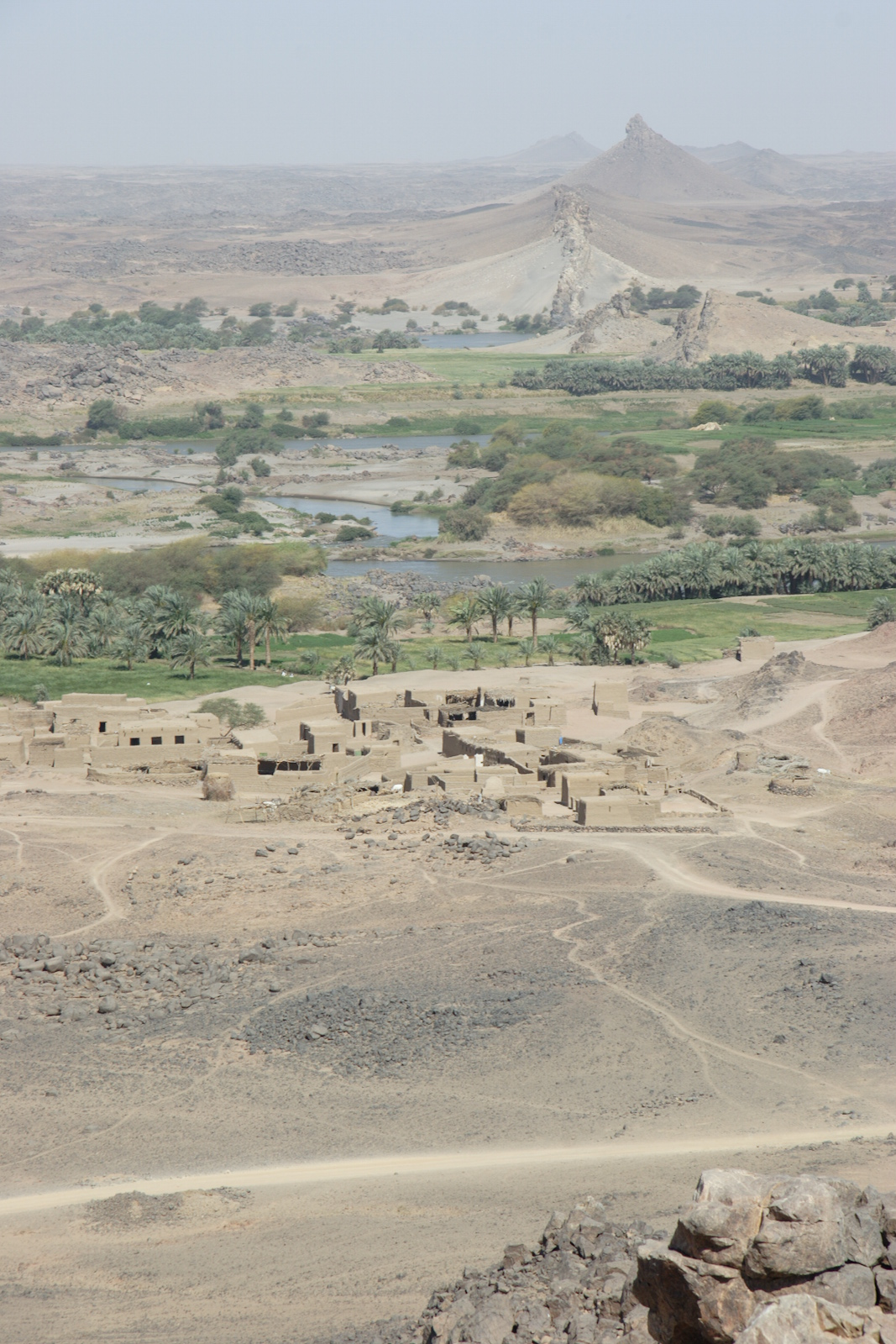
Krajobraz Sudanu

Znaczną część powierzchni Sudanu zajmują rozległe równiny i płaskowyże. Najbardziej charakterystyczną formą rzeźby jest zajmująca wschodnią część kraju dolina Nilu. Jej południową część stanowi wielkie obniżenie tektoniczne – Kotlina Nilu Białego. Płaskie dno kotliny jest położone na wysokości 300-600 metrów. Jej południową część zajmują rozległe bagna i rozlewiska. Od północy kotlinę ogranicza słabo wykształcony próg Barijat al-Bajjuda, wysokość 500-700 metrów. Od zachodu zamykają ją górzyste wyżyny. Od południa wyżyny Azande (około 1400 metrów), oraz Wschodnioafrykańska z najwyższym wzniesieniem w kraju – Kinyeti (do 2011; po secesji Sudanu Południowego najwyższy szczyt to Deriba Caldera – 3042 m n.p.m.). Na wschodzie wzdłuż granicy z Etiopią przebiega wyraźny próg (2085 metrów), stanowiący krawędź Wyżyny Abisyńskiej. W północnej części Sudanu dolina Nilu przecina obszary pustynne.

## Klimat
Od zwrotnikowego skrajnie suchego na północy do równikowego monsunowego-suchego i wilgotnego na południu. W północnej części kraju dominuje całoroczna cyrkulacja pasatowa, w południowej od kwietnia do października zaznacza się wpływ Monsunu Gwinejskiego i Indyjskiego. Na północy temperatura maksymalna wynosi od 25–28 °C (styczeń) do 39–42 °C (czerwiec). Minimalna od 8–14 °C do 25–26 °C, nad Morzem Czerwonym od 19 do 29 °C. W części środkowej temperatura maksymalna od 24–32 °C (styczeń) do 38–42 °C (czerwiec). Minimalna od 9–16 °C do 22–27 °C. Na południu temperatura maksymalna pd 28–33 °C (Czerwiec) do 33-38 °C(luty), minimalna pd 12–18 °C do 19–24 °C. Roczna suma opadów maleje od 1000-1500mm na południu, 300-400mm w części środkowej, do poniżej 10-20mm na północy. Charakterystyczną cechą północnej części Sudanu jest występowanie gwałtownego wiatru pustynnego (habubu), na południu częste burze do 80 dni w roku.

## Wody

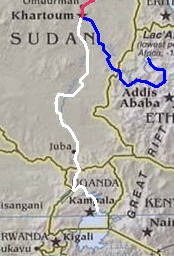
Bieg Nilu Białego i Nilu Błękitnego łączącego się w Chartumie, jest to główna rzeka Sudanu

Większość rzek należy do dorzecza Nilu. Nieliczne wyjątki stanowią cieki okresowe na obszarach bezodpływowych, w północno-wschodniej części kraju niosą one wodę zaledwie kilka dni. Gęsta sieć cieków występuje na wschodnich stokach wyżyn. Największym, który opuszcza terytorium Sudanu, jest Wadi Azum. Osią sieci hydrograficznej Sudanu jest Nil (na terytorium Sudanu około 3775 km). Południowy odcinek, ze względu na szybki spadek i wyraźnie wciętą dolinę jest nazywany Nilem Górskim. Od ujścia rzeki Bahr al-Ghazal płynie szerokim korytem jako Nil Biały, na wysokości Chartumu Nil Biały łączy się z Nilem Błękitnym. Od tego miejsca rzeka płynie już jako Nil. Największe prawobrzeżne dopływy Nilu spływają z Wyżyny Abisyńskiej. Większym dopływem lewobrzeżnym Nilu na terenie Sudanu jest Bahr al-Ghazal. W północnej części kraju Nil pokonuje krystaliczny próg Bajjuda. Na tym odcinku rzeka tworzy liczne bystrza i katarakty. W pobliżu granicy z Egiptem na Nilu tworzy się zaporowe Jezioro Nasera.

## Świat roślinny

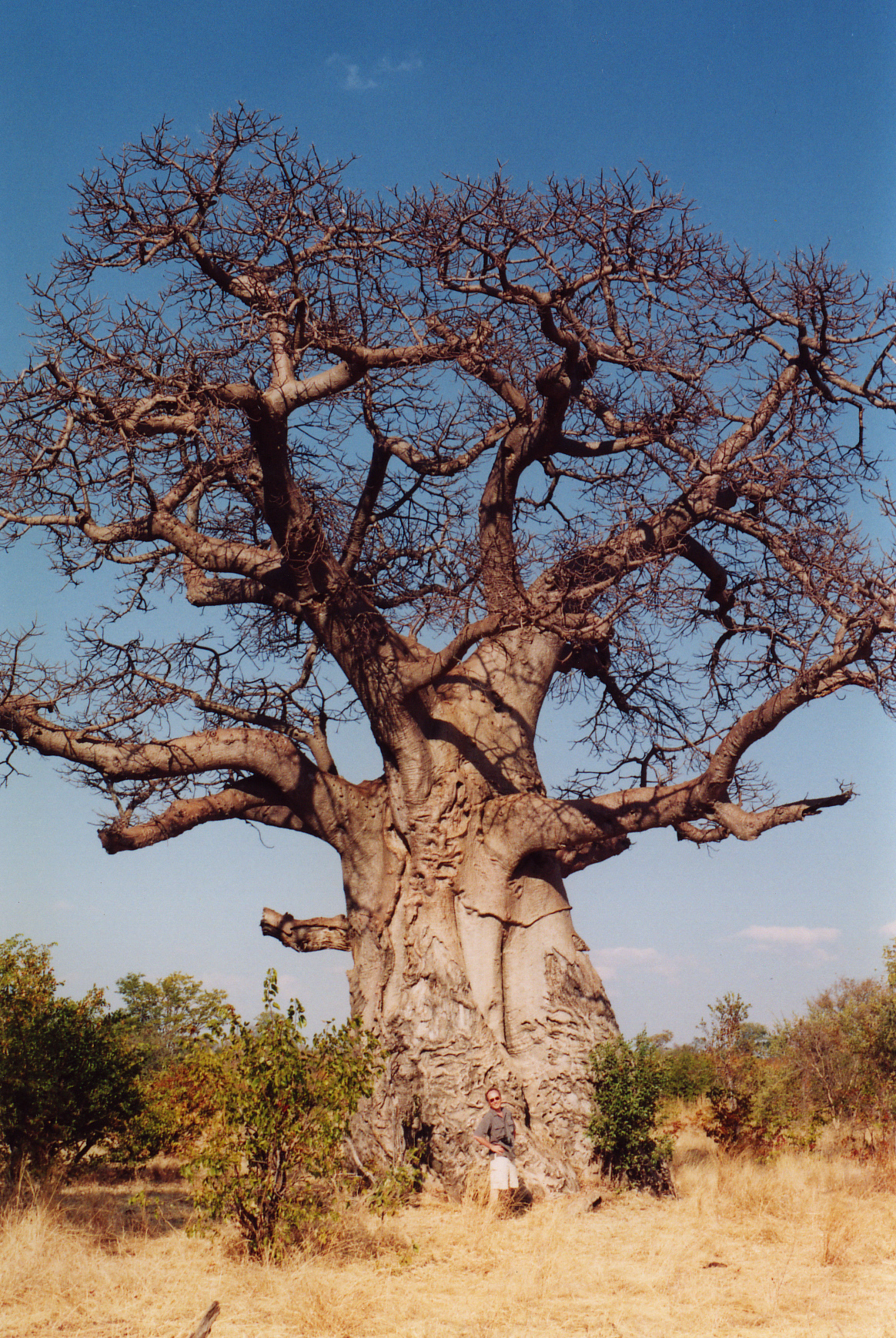
Jedna z roślin rosnących na sawannach Sudanu – baobab

Północną część Sudanu zajmuje rzadka, skrajnie kserofityczna roślinność pustyń i półpustyń. Na wyżynach i południowych krańcach gór Atbaj stopniowo przechodzi w sawannę ciernistą (sahelską) i niską z licznymi krzewami, a następnie w sawannę wilgotną i wysoką, z licznymi akacjami, baobabami, w dolinach rosną lasy galeriowe. Na południowym wschodzie Sudanu występuje sawanna parkowa i świetliste lasy o wysokości 10-20 metrów. Dominują akacje, rzadziej drzewa tekowe i żelazne. Na wyżynie Azande występuje wiecznie zielony las równikowy. Kotlina Górnego Nilu jest obszarem okresowo zalewanym, wysokich sawann i bagien.

## Świat zwierzęcy

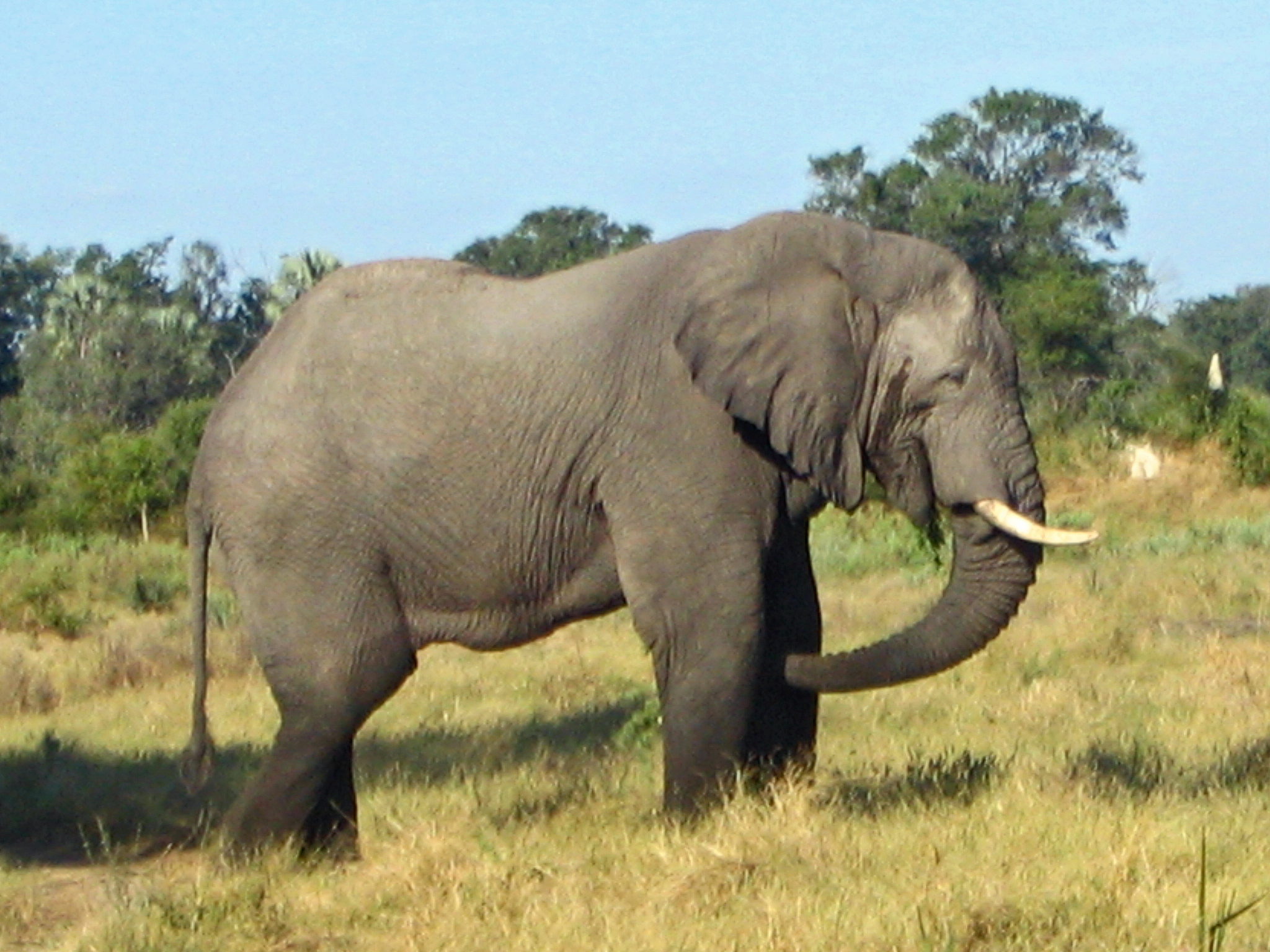
Główny przedstawiciel ssaków w Sudanie – słoń afrykański

W Sudanie występuje 267 gatunków ssaków (m.in.: słoń afrykański, żyrafa, gepard grzywiasty, likaon pstry, fenek pustynny, oryks szablorogi, gazela). Wśród ptaków występują m.in.: strusie, frankoliny i liczne wikłacze. Z owadów m.in. mucha tse-tse.

## Ochrona środowiska naturalnego
Na liście światowych rezerwatów biosfery UNESCO znajdują się 2 sudańskie parki narodowe: Dindar, przy granicy z Etiopią oraz znacznie mniejszy Ar-Rudum. Obszar przyrody chronionej w Sudanie stanowi około 3,7% powierzchni kraju.

## Demografia
W Sudanie mieszka 44 909 351 ludzi, przyrost naturalny wynosi 24,01‰. Głównymi miastami Sudanu są Chartum, Omdurman i Port Sudan. Szacuje się, że 25% mieszkańców to analfabeci.

### Struktura etniczna
- Arabowie Sudańscy: ok 70%[1]
- Fur, Bedża, Nuba, Fallata ok 30%[1]

### Urbanizacja

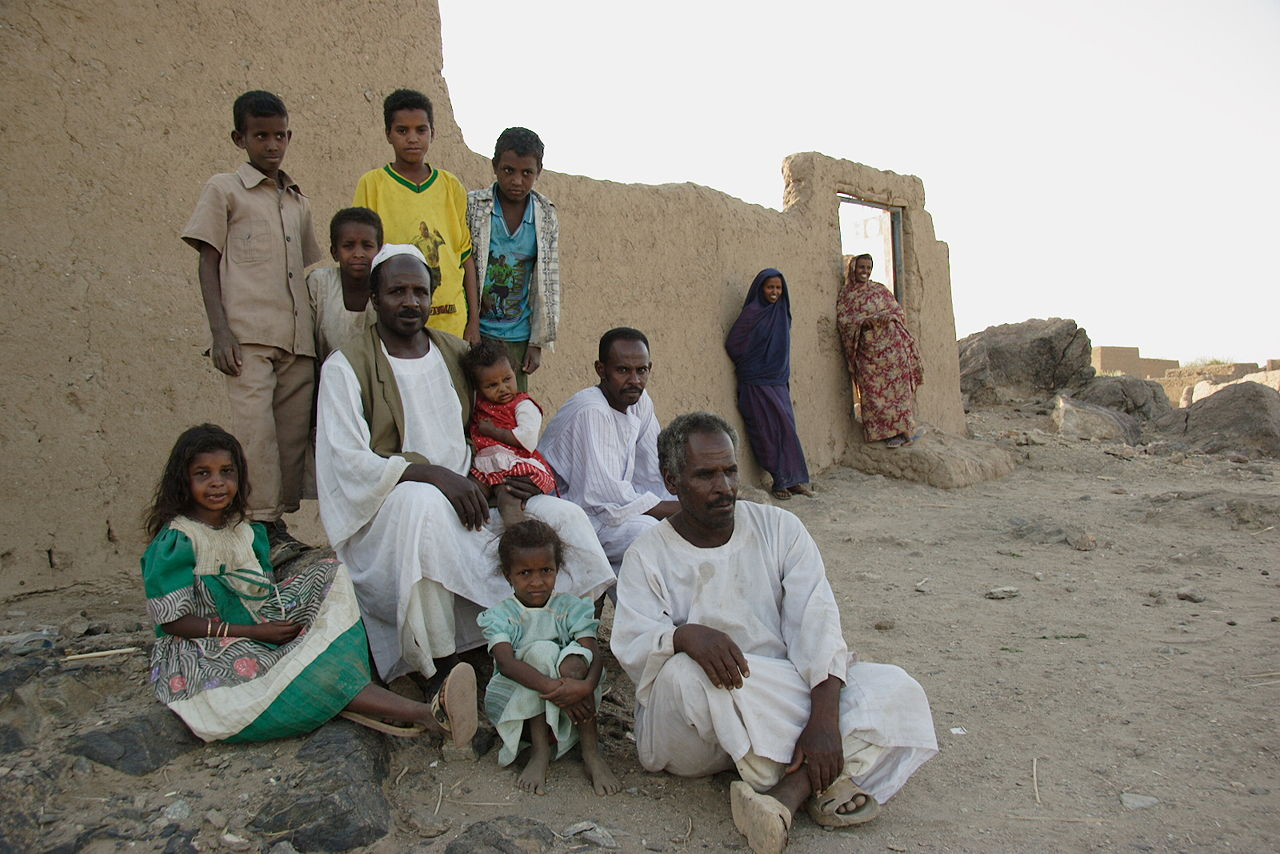
Mieszkańcy jednej z sudańskich wiosek

### Struktura religijna[4]
- Muzułmanie: 90,7%
- Chrześcijanie: 5,4%
- Religie plemienne: 2,8%
- inne: 1,1%

### Urbanizacja[2]
- Miasto: 35%
- Wieś: 65%

### Struktura wiekowa mieszkańców
- do 14 lat: 44%
- 15–64 lat: 54%
- Powyżej 65 lat: 2%

### Przewidywana długość życia
- kobiety: 60 lat
- mężczyźni: 57 lat